# Saint-Étienne-Lardeyrol
Saint-Étienne-Lardeyrol – miejscowość i gmina we Francji, w regionie Owernia-Rodan-Alpy, w departamencie Górna Loara.
Według danych na rok 1990 gminę zamieszkiwało 561 osób, a gęstość zaludnienia wynosiła 48 osób/km² (wśród 1310 gmin Owernii Saint-Étienne-Lardeyrol plasuje się na 375. miejscu pod względem liczby ludności, natomiast pod względem powierzchni na miejscu 755.).